# フリーダムシアター
- フリーダムシアター
- フリーダム・シアター
- 自由劇場

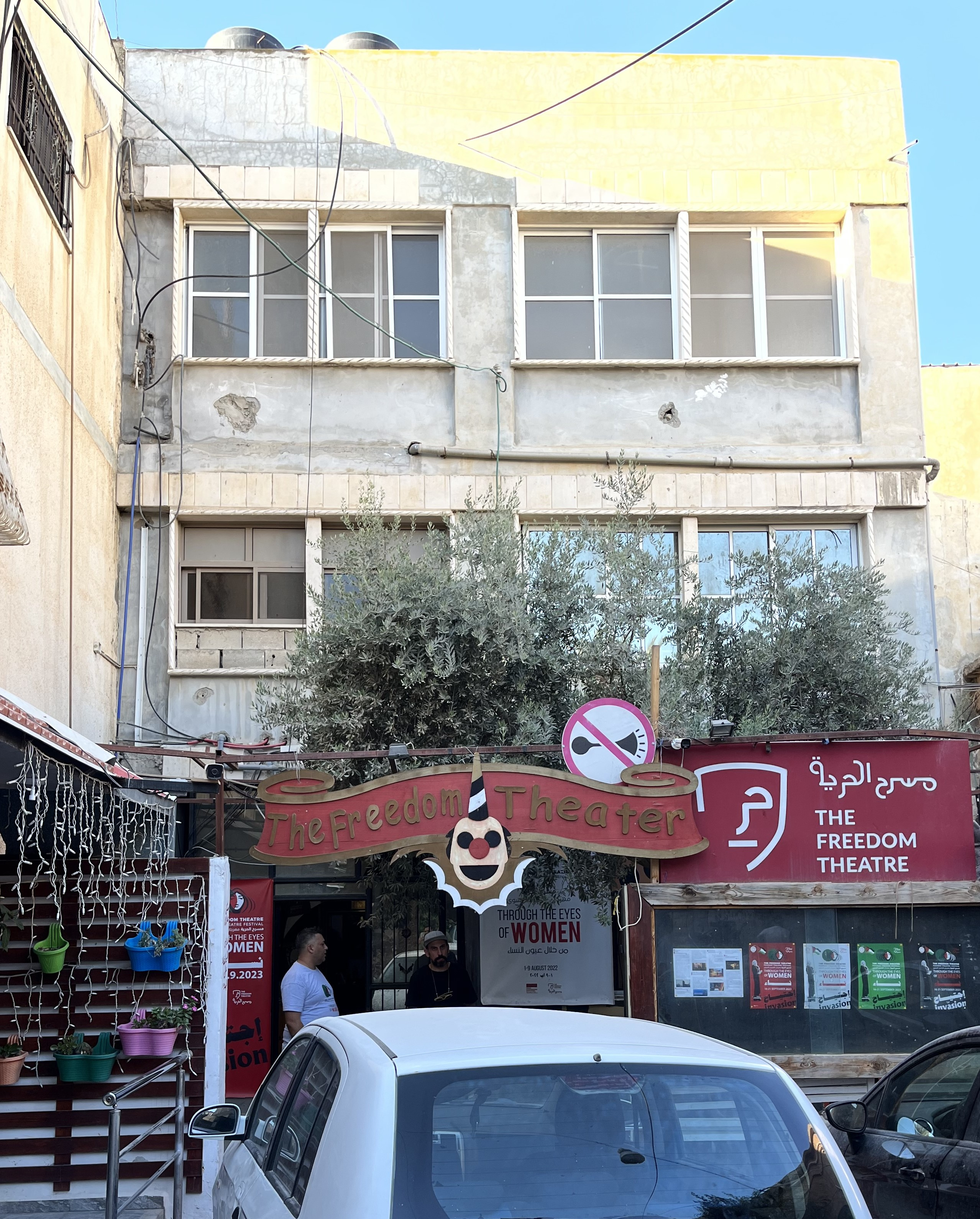
パレスチナのジェニーンにあるジェニーン難民キャンプのフリーダムシアター入り口

フリーダムシアター（じゆうげきじょう、アラビア語: مسرح الحرية、英語: The Freedom Theatre、自由劇場とも呼ばれる）は、パレスチナのヨルダン川西岸地区北部、ジェニーン難民キャンプにある劇場である。パレスチナのコミュニティに拠点を置いた劇場及び文化センターとして機能している。「演劇を中心とする芸術を通じたパレスチナ人の自己表現や抵抗の拠点」と称される劇場である。
この劇場はパレスチナ占領地域における社会的変化のきっかけとなるべく、ポピュラーカルチャーや芸術の分野で文化的抵抗を生み出すことを目的として2006年に設立された。劇場の目標は「専門性と革新に重点を置く一方で、子どもやヤングアダルトが芸術を通して自由かつ平等に自己表現できるようなエンパメントを行う活気ある創造的芸術コミュニティを発展させる」ことである。この劇場では映画、写真、クリエイティブライティング、演劇のコースを教えている:168。

## 背景

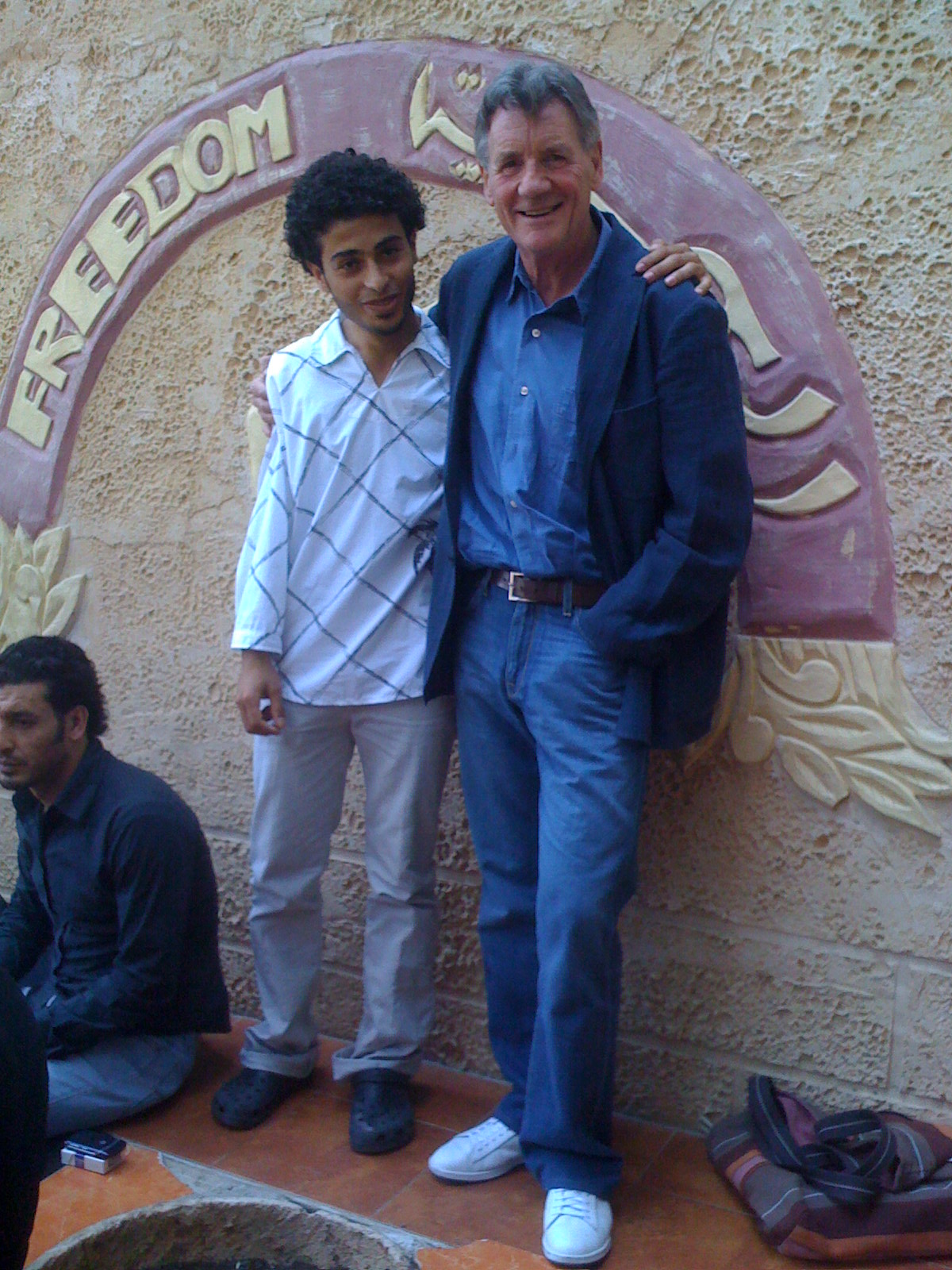
2009年にフリーダムシアターを訪れたマイケル・ペイリン。ペイリンはこの年のパレスチナ文学祭の時に劇場を訪問した。

フリーダムシアターはジェニーン難民キャンプにあるが、ジェニーン難民キャンプは1948年のイスラエルによる占領の後、ハイファのカルメル山地域の住民が住むためジェニーン県ジェニーン市の市域内に1953年にもうけられた。劇場は第1次インティファーダの際、暴力的衝突の結果としてジェニーン難民キャンプの子どもたちがさらされることとなった慢性的な恐怖、抑うつ、心的外傷後ストレス障害に対応するために作られたケア・アンド・ラーニングのプロジェクトに触発されて設立された:256。イスラエルの人権活動家アルナ・メール・ハミースがヨルダン川西岸地区の子どもたちの教育を支えるべく、このプロジェクトを立案した。1980年代にアルナ・メール・ハミースはジェニーン難民キャンプに教育センターを複数作ったが、そのうちひとつが「ストーン・シアター」と呼ばれる小さなコミュニティシアターであった。地元の民家の最上階に設置された劇場だったが、2002年のジェニーンの戦いの際にイスラエルのブルドーザーに破壊され、アルナ・メール・ハミースの生徒も戦闘で複数名が死亡している。
数年後、ストーン・シアターのかつての生徒であったザカリア・ズベイディがアルナ・メール・ハミースの息子であるジュリアーノ・メール・ハミースに連絡し、新世代の若者のための演劇プロジェクトを立てようと提案した。スウェーデンの活動家ヨナタン・スタンチャックも参加し、2006年に「詩、音楽、演劇、カメラで解放への戦いをするパレスチナ人をむすぶ」場所としてフリーダムシアターを開館した:168。ジュリアーノ・メール・ハミースによると、劇場のゴールは偏見と暴力を根絶する芸術運動を創造することである。 ジュリアーノ・メール・ハミースは、劇場の使命は暴力に対する癒しを提供することでも、抵抗運動にかわるものを提供することでもなく、より生産的なやり方で暴力に対抗することだと述べている。

### ジュリアーノ・メール・ハミースの暗殺
2011年4月4日、ジュリアーノ・メール・ハミースは覆面をして銃で武装した男にフリーダムシアターの近くで殺害され、病院に向かう途中で死亡が宣告された:9。イスラエル警察、パレスチナ警察、イスラエル国防軍、イスラエル総保安庁という4つの当局組織が個別に捜査したにもかかわらず、この殺人事件は未解決のままである。この死の背景となる動機に関する憶測は、地元でも国際的なレベルでもメディアの関心を集めることとなり、殺人犯の身元に関していくつか説が唱えられた。
ジュリアーノ・メール・ハミースは必ずしもパレスチナ人やイスラエル人から好意的に見られていたわけではなかった。パレスチナの保守派はメール・ハミースのリベラルな考え方のせいでキャンプの若者たちが堕落すると考え、一方でイスラエルの右派はメール・ハミースを裏切り者でパレスチナ抵抗運動の工作員だと見なしていた:14。しかしながら、メール・ハミース本人は、劇場での自分の仕事はいかなる政治的意図からも離れた自由の普遍的価値を実践し教育するものだと信じていた:14。フリーダムシアターではメール・ハミースの遺志は生徒、観客、支持者たちにより受け継がれて続いている:16。劇場の若者たちによる演劇グループは、「文化の象徴」としてのメール・ハミースの遺志に敬意を払うべくStolen Dreamsというオリジナルの芝居を書いて上演した。

## プログラム
フリーダムシアターは難民キャンプの若者たちに対して、専門的なものも含めてドラマワークショッププログラムを通して演劇と演技を紹介している。ジュリアーノ・メール・ハミースによれば、フリーダムシアターの組織にはもともと専門的な職業訓練学校を作るつもりはなく、最初は占領に伴う感情的、精神的なトラウマを克服するための道具として演劇を使うことを意図していた:10。演劇セラピープログラムは、生徒たちが自分の経験をシェアし、訓練を受けた専門家と問題に対応することができるようになることを目指すものであった。 

## 公演
フリーダムシアターはジョージ・オーウェルの『動物農場』（2009）、ガッサーン・カナファーニーの『太陽の男たち』（2010）、ルイス・キャロルの『不思議の国のアリス』（2011）など、著名な文学作品の翻案戯曲を制作している:169。 
フリーダムシアターは既存の戯曲をパレスチナの文脈に合わせて演出することも行っている。2013年にフリーダムシアターはアメリカ合衆国の大学のキャンパスでツアーを行い、アソル・フガード、ジョン・カニ、ウィンストン・ヌッショナ作の南アフリカ共和国の反アパルトヘイト劇である『アイランド』を上演した:42–44。 実話にヒントを得た作品で、この戯曲は刑務所の監房にいる2人の同房者を扱っており、片方はすぐ釈放される予定だがもう片方は終身刑に処されている。昼間は2人とも極めて退屈な労働を強いられ、夜はソポクレスの『アンティゴネ』の上演の稽古をしている。本作は南アフリカの作品であるが、フリーダムシアターの上演においては「パレスチナの政治犯の経験と、イスラエルの刑務所システムで行われている虐待」を表現するものとして上演された。このプロダクションはコネティカット大学、ブラウン大学、ジョージタウン大学、ニューヨーク・シアター・ワークショップで上演され、チケットは売り切れとなった:42。フランス、ブラジル、スウェーデン、インドでも上演されている。

### ラインナップ
| 年   | タイトル                    |
| ---- | --------------------------- |
| 2007 | 生きるべきか死ぬべきか      |
| 2008 | The Journey                 |
| 2009 | 魔笛                        |
| 2009 | 動物農場                    |
| 2009 | Fragments of Palestine      |
| 2010 | 太陽の男たち                |
| 2011 | 不思議の国のアリス          |
| 2011 | While Waiting               |
| 2011 | Sho Kaman?-What else?       |
| 2012 | 管理人                      |
| 2012 | Stolen Dreams               |
| 2013 | アイランド                  |
| 2013 | Suicide Note from Palestine |
| 2013 | Lost Land                   |
| 2014 | Magic Note                  |
| 2015 | The Siege                   |

## イスラエルによる劇場襲撃と関係者の司法手続きを経ない拘束
2023年のイスラエル・ガザ戦争が始まると、イスラエル国防軍によるヨルダン川西岸地区内での襲撃も急増し、同年12月12日から14日までの3日間、同軍はここ数十年において最大規模のジェニーン侵攻を遂行し、フリーダムシアターもその標的の一つとなった。
イスラエル国防軍は、劇場施設内で銃撃を行うなどして建物内部と器物を破壊し、スプレー塗料でダビデの星を落書きをするなどして汚損し、備品を略奪した上、3人の関係者を殴打し拘束した。
芸術監督のアフメド・トバシは、24時間の拘束後に解放され、目隠しをされたまま軍車両から泥の中に放り出されたと証言した。また、劇場のコンピューター、本、写真、カメラ、音楽素材、楽器なども全て破壊された事を報告した。
フリーダム・シアター・パフォーミング・アーツ・スクールを卒業したばかりの若手の演技コーチ、ジャマル・アブ・ジョアスは、激しく殴打され自宅から引きずり出され、イスラエルにより起訴されることも無く8日間の拘束後に解放された。
劇場支配人のムスタファ・シェタは、罪状が示さなれないまま逮捕され、起訴などの司法手続きを経ないまま軍事法廷にかけられ6カ月の行政拘禁が命じられた。シェタの弁護士によると、彼はイスラエルのメギド刑務所に拘禁されており、これはジュネーヴ諸条約第4条の第76条に違反しており、全てのパレスチナ人被拘禁者は「被占領国で勾留（つまりパレスチナ内）」されるべきで、他の場所に連れて行ってはならないとされている。
これらの破壊と拘禁に対して、英国の脚本家、俳優、舞台監督などを中心に、フリーダムシアターへの連帯を示し、ヨルダン川西岸地区とガザ地区の文化遺産の破壊を非難し、拘禁者の解放を求めるオープン・レターに1,000人以上が署名した。スコットランドの100人以上の脚本家も同様に、フリーダムシアターへの襲撃を非難し、拘禁者の解放を求めるオープン・レターに署名したほか、ニューヨークでは舞台関係者を中心に抗議の集会が開かれた。

## ノーベル平和賞候補
2024年2月13日、ムスタファ・シェタが未だ拘束されている中、フリーダムシアターはノーベル平和賞に推薦されたと報じられた。フリーダムシアターはノミネートに感謝する声明を発表し、2023年10月7日以降のイスラエル国防軍のジェニーン襲撃作戦で亡くなった3人のティーンエイジャーを含む劇団員、劇場関係者、そして同劇団併設のパフォーミング・アーツ・スクールの卒業生の合計７名の名を挙げ、さらにはジュリアーノ・メール・ハミースが、もし第3次インティファーダがあるのなら、それは武力でなく文化的なものであることを夢見ていたことを記した。